# 13018 Geoffjames
13018 Geoffjames (1988 GF) là một tiểu hành tinh vành đai chính được phát hiện ngày 10 tháng 4 năm 1988 bởi E. F. Helin ở Đài thiên văn Palomar.